# Muhamed Subašić
Muhamed Subašić (Ključ, 19 maart 1988) is een Bosnische voetballer die sinds juni 2013 uitkomt voor Oud-Heverlee Leuven.

## Interlandcarrière
Subašić speelde tien wedstrijden (nul doelpunten) voor Bosnië U21, voordat hij zijn debuut maakte voor de nationale A-ploeg. Onder leiding van bondscoach Safet Sušić maakte hij zijn debuut op 17 november 2010 in de vriendschappelijke uitwedstrijd tegen de nationale ploeg van Slowakije (2-3), die werd gespeeld in Bratislava. Hij maakte zijn eerste en tot dusver enige interlantreffer op 10 december 2010 in de vriendschappelijke wedstrijd tegen Polen (2-2).